# Mostardas
Mostardas è un comune del Brasile nello Stato del Rio Grande do Sul, parte della mesoregione Metropolitana de Porto Alegre e della microregione di Osório.
La cittadina fu fondata da immigrati provenienti dalle isole Azzorre. È ubicata sull'istmo tra la costa e la retrostante Lagoa dos Patos, a 17 m s.l.m.
L'economia locale si basa sull'allevamento bovino e conseguentemente sulla produzione di latte.
La città è nota per aver dato i natali a Menotti Garibaldi, figlio primogenito di Giuseppe Garibaldi e Anita Garibaldi.
È gemellata con la città di Aprilia (LT) nota per essere la sede della tomba di Menotti Garibaldi.

## Economia

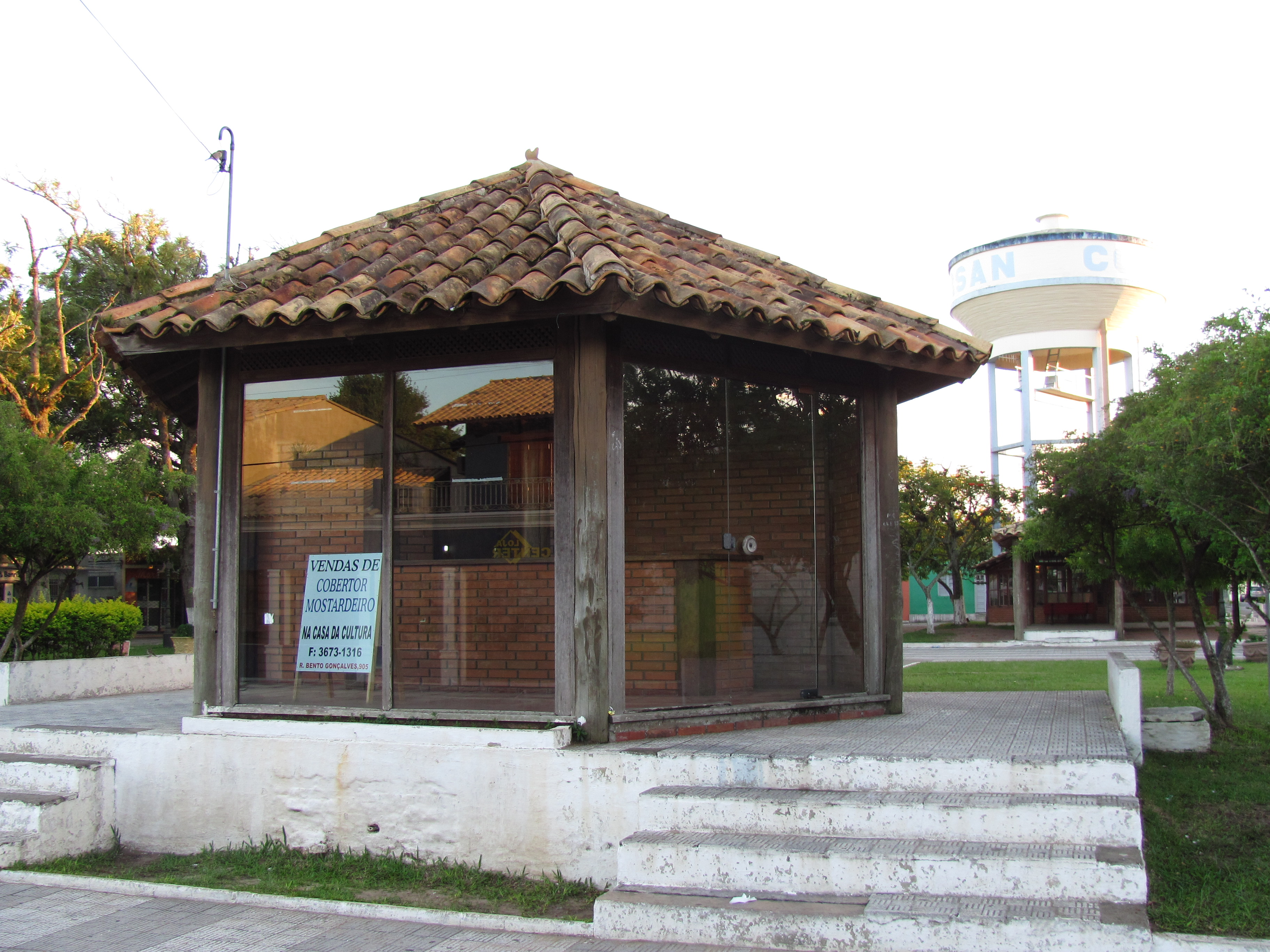
Chiosco Comadre Sulina, in Piazza Prefeito Luiz Chaves Martins

Economicamente, il comune si è sviluppato attorno alla produzione di riso e cipolla, e, all'allevamento ovino e bovino da latte e carne e ovini per produzione di lana. È molto conosciuto il cobertor mostradeiro (coperta mostardeira) fabbricato con lana fitta e colorata e venduto nel chiosco Comadre Sulina (foto a fianco).

## Amministrazione

### Gemellaggi
- Aprilia, dal 1996